# Liga Premier de Armenia 2015-16
La Liga Premier de Armenia 2015-16 fue la vigésima cuarta temporada de la máxima categoría del fútbol de Armenia. El torneo es organizado por la Federación de Fútbol de Armenia. La temporada comenzó el 1 de agosto de 2015 y terminó el 22 de mayo de 2016. Alashkert conquistó su primer título

## Ascensos y descensos
- Esta temporada no hubo ascensos ni descensos.

## Equipos participantes
| Club      | Ciudad        | Estadio             | Capacidad | Temporada Anterior |
| --------- | ------------- | ------------------- | --------- | ------------------ |
| Alashkert | Geghark'unik' | Estadio Nairi       | 6 800     | 4º                 |
| Ararat    | Abovyan       | Estadio Abovyan     | 5 500     | 8º                 |
| Banants   | Ereván        | Banants Stadium     | 6 000     | 6º                 |
| Gandzasar | Kapan         | Gandzasar Stadium   | 3 500     | 7º                 |
| Mika      | Ereván        | Estadio Mika        | 8 000     | 5º                 |
| Pyunik    | Ereván        | Hanrapetakan        | 15 000    | 1º Campeón         |
| Shirak    | Gyumri        | Gyumri City Stadium | 2 761     | 3º                 |
| Ulisses   | Ereván        | Republican Stadium  | 14 403    | 2º                 |

## Formato de competición
Está compuesta por 8 equipos que se enfrentan todos contra todos en cuatro ocasiones -dos en campo propio y dos en campo contrario-, en un total de 28 jornadas.
Se juega bajo el reglamento FIFA con un sistema de puntuación de 3 puntos por victoria, 1 por empate y ninguno en caso de derrota.
Al final del torneo, el equipo que acumula más puntos se proclama campeón de liga y se clasifica para la primera ronda de la Liga de Campeones de la UEFA de la siguiente temporada. El subcampeón y el tercero obtienen una plaza para la Liga Europea de la UEFA. No hay descenso a la Primera Liga de Armenia,

## Tabla de posiciones
| Pos. | Equipo        | Pts. | PJ | G  | E  | P  | GF | GC | Dif. | Clasificación 2016–17                 |
| ---- | ------------- | ---- | -- | -- | -- | -- | -- | -- | ---- | ------------------------------------- |
| 1    | Alashkert (C) | 55   | 28 | 16 | 7  | 5  | 50 | 24 | +26  | Primera ronda de la Liga de Campeones |
| 2    | Shirak        | 52   | 22 | 15 | 7  | 0  | 41 | 27 | +14  | Primera ronda de la Liga Europa       |
| 3    | Pyunik        | 48   | 28 | 13 | 9  | 6  | 44 | 21 | +23  | Primera ronda de la Liga Europa       |
| 4    | Gandzasar     | 45   | 28 | 11 | 12 | 5  | 35 | 27 | +8   |                                       |
| 5    | Ararat        | 37   | 28 | 9  | 10 | 9  | 28 | 31 | −3   |                                       |
| 6    | Banants       | 33   | 28 | 7  | 12 | 9  | 36 | 34 | +2   | Primera ronda de la Liga Europa       |
| 7    | Mika          | 32   | 28 | 9  | 5  | 14 | 30 | 32 | −2   | Disuelto                              |
| 8    | Ulisses (D)   | 2    | 28 | 0  | 2  | 26 | 8  | 76 | −68  | Expulsado                             |

Actualizado a los partidos jugados el 22 de mayo de 2016.
 Fuente: Soccerway
Notas:
1. ↑  Banants Se clasificó a la Primera ronda de la Liga Europa 2016-17 tras ganar la Copa de Armenia
2. ↑  Ulisses fue expulsado de la liga después de que su licencia fue revocada debido a deudas financieras, los partidos que le faltaban por jugar fueron dado por perdidos por 0-3[1][2]

## Resultados cruzados
Los clubes jugarán entre sí en cuatro ocasiones para un total de 36 partidos cada uno.
| Local \ Visitante | ALA | ARA | BAN | GAN | MIK | PYU | SHI | ULI |
| ----------------- | --- | --- | --- | --- | --- | --- | --- | --- |
| Alashkert         | —   | 1–1 | 3–0 | 0–0 | 2–0 | 1–4 | 2–0 | 4–0 |
| Ararat            | 1–2 | —   | 0–0 | 2–2 | 2–1 | 1–1 | 0–2 | 2–0 |
| Banants           | 2–2 | 3–0 | —   | 1–1 | 1–1 | 0–1 | 1–1 | 5–1 |
| Gandzasar         | 2–2 | 1–0 | 1–1 | —   | 2–1 | 1–1 | 1–1 | 3–0 |
| Mika              | 0–1 | 0–1 | 1–0 | 2–3 | —   | 1–0 | 0–1 | 1–0 |
| Pyunik            | 1–2 | 0–1 | 5–1 | 4–0 | 2–1 | —   | 3–0 | 2–0 |
| Shirak            | 1–2 | 0–1 | 1–1 | 2–1 | 2–0 | 0–2 | —   | 3–2 |
| Ulisses           | 0–3 | 1–2 | 2–2 | 0–0 | 0–2 | 1–4 | 0–1 | —   |

| Local \ Visitante | ALA | ARA | BAN | GAN | MIK | PYU | SHI | ULI |
| ----------------- | --- | --- | --- | --- | --- | --- | --- | --- |
| Alashkert         | —   | 0–1 | 2–1 | 3–0 | 2–1 | 3–0 | 2–3 | 3–0 |
| Ararat            | 0–0 | —   | 1–2 | 0–2 | 0–4 | 1–2 | 1–1 | 3–0 |
| Banants           | 2–0 | 2–2 | —   | 0–0 | 1–1 | 1–1 | 0–1 | 3–0 |
| Gandzasar         | 2–2 | 0–0 | 2–1 | —   | 3–1 | 1–0 | 0–0 | 3–0 |
| Mika              | 0–2 | 1–1 | 0–0 | 2–0 | —   | 0–0 | 1–4 | 3–0 |
| Pyunik            | 0–0 | 0–0 | 1–2 | 0–0 | 2–1 | —   | 1–1 | 3–0 |
| Shirak            | 2–1 | 2–1 | 3–1 | 2–1 | 0–1 | 1–1 | —   | 3–0 |
| Ulisses           | 0–3 | 0–3 | 0–3 | 0–3 | 0–3 | 0–3 | 0–3 | —   |

## Goleadores
| Pos. | Jugador              | Club      | Goles |
| ---- | -------------------- | --------- | ----- |
| 1    | Héber                | Alashkert | 16    |
| 1    | Mihran Manasyan      | Alashkert | 16    |
| 3    | Laercio              | Banants   | 10    |
| 4    | Vardan Pogosyan      | Pyunik    | 9     |
| 5    | Vardges Satumyan     | Pyunik    | 7     |
| 6    | Gevorg Nranyan       | Ararat    | 6     |
| 6    | Atsamaz Buraev       | Gandzasar | 6     |
| 6    | Konan Odilon Kouakou | Shirak    | 6     |